# Lore Hummel
Lore Hummel, geb. Guske (* 28. Juli 1915 in Karlsruhe; † 6. November 1997 in Neustadt an der Donau) war eine deutsche Kunstdesignerin, Bilder-/Kinderbuchautorin und -illustratorin.

## Leben und künstlerisches Wirken
1923 übersiedelte ihre Familie nach Nürnberg. Lore Hummel studierte Kunst und Design bei Sep Ruf. Bedingt durch die Wirren des Krieges verschlug es die Künstlerin letztlich nach Altmannstein. Schon 1939 war ihr Sohn, der Pianist und Komponist Franz Hummel geboren worden. Ab 1950 bildete sie sich bei dem Illustrator Wolfgang Felten (1914–1963) in München weiter.
Seit Ende der 1950er Jahre illustrierte und schrieb die Künstlerin (u. a. für den 1948 gegründeten Engelbert Dessart Verlag) zahlreiche Bücher für Kinder. Ihre fantasievollen Tier-, Elfen- und Zwergenreiche, in die eigene Kindheitsträume eingewoben sind, haben Eingang in viele Kinderzimmer gefunden. Lore Hummel illustrierte rund 100 Bilder-/Kinderbücher, darunter Erzählungen, Märchen, Gebetbücher, Weihnachts- und Osterbücher und vor allem Wichtel-/Zwergengeschichten, vermutlich inspiriert durch die Werke von Ernst Kreidolf und Fritz Baumgarten. Darüber hinaus hat sie zahlreiche Sammelbände mit Liedern, Gedichten und Märchen herausgegeben und gezeichnet sowie Postkarten und Adventskalender (u. a. im 1951 gegründeten Adolf Korch Verlag) gestaltet. Von ihr stammen auch die Entwürfe zu den sogenannten Lore-Figuren.
Im Marktmuseum in Altmannstein befindet sich eine Vitrine mit Lore-Figuren, Originalzeichnungen sowie einigen Bilder-/Kinderbüchern der Künstlerin. Lore Hummel wurde 82 Jahre alt.

## Werke (Auswahl)
- Das Wiesenfest. Engelbert Dessart, Bad Aibling 1960.
- Hoppel Langohr. Eine Hasengeschichte. Obacher Bücher- und Kunstverlag, München 1962.
- Die Wiesenpost. Ein Tiermärchen. Engelbert Dessert, Mainz 1966.
- Hänschen klein. Alte Kinderreime. Engelbert Dessart, Bad Aibling 1979.
- Backe backe Kuchen. Engelbert Dessart, Bad Aibling 1979.
- Mäusegeschichten. Engelbert Dessart, Bad Aibling 1982.
- Die drei Zwerge. Engelbert Dessart, Bad Aibling 1982.
- Zu Bethlehem. Engelbert Dessart, Waldkirchen 1984.
- Der Schokoladenhase. Engelbert Dessart, Waldkirchen 1986.
- Im Osterhasenland. Engelbert Dessart, Waldkirchen 1987.
- Eichhörnchens Reise nach Dripsdrill. Engelbert Dessart, Waldkirchen 1988.
- Pfifferlein. Engelbert Dessart, Waldkirchen 1988.
- Auf dem Bauernhof. Engelbert Dessart, Waldkirchen 1988.
- Der Heilige Abend, nach einer Erzählung von Adalbert Stifter. Engelbert Dessart, Waldkirchen 1988. ISBN 3-89050-375-6.
- Zur Weihnachtszeit. Engelbert Dessart, München 1995.
- Segne meine Wege. Engelbert Dessart, München 1996.
- Alle Jahre wieder. Engelbert Dessart, München 1996.
- Lieber Gott! Kindergebete. Engelbert Dessart, München 1998.
- Kunterbunte Kinderwelt. Parabel, Weinheim/Basel 2005.
- Hasengeschichten. Parabel, Weinheim/Basel 2007.
- Ferien auf dem Ponyhof. Engelbert Dessart, Waldkirchen o. J.
- Liebes Osterhäschen. Engelbert Dessart, München o. J.
- Mein liebstes Märchenbuch. Engelbert Dessart, Waldkirchen o. J.
- Sandmännlein ist gekommen. Engelbert Dessart, Mainz o. J.
- Sandmännchens Abenteuer. Engelbert Dessart, Mainz o. J.
- Stille Nacht. Habel, Königswinter o. J.
- Wiesengeschichten. Engelbert Dessart, Mainz o. J.
- Funkenlore. Engelbert Dessart, Waldkirchen o. J.
- Maxi heißt mein Pudeltier. Engelbert Dessart, Mainz o. J.